# Arycanda omissa
Arycanda omissa là một loài bướm đêm trong họ Geometridae.